# Katnaghbyur (Kotayk)
Pour les articles homonymes, voir Katnaghbyur.
Katnaghbyur (en arménien Կաթնաղբյուր ; anciennement Aghadzor) est une communauté rurale du marz de Kotayk, en Arménie. Elle compte 626 habitants en 2008.